# كعكة الجبن
كعكة الجبن أو فطيرة الجبن أو (بالإنجليزية: Cheesecake)، وتُنقحر: تشيزكيك، هي حلوى مكونة من عدة طبقات. تتكون الطبقى السفلى من البسكويت والطبقة العلوى من الجبنة القشدية. يمكن أن تُغطّى أو تُزيّن كعكة الجبن بطبقة من المربى أو بأنواع مختلفة من الفاكهة كالفراولة أو التوت وغيرها. يعود أصل كعكة الجبن إلى اليونان وتُحضّر في معظم أنحاء العالم. يمكن أن تختلف مكوّناتها بحسب البلد، ولكن تبقى الوصفة الأميريكية الأكثر تحضيراً. تحضّر كعكة الجبن عادةً من الفراولة والبسكويت والزبدة والكريم كراميل والجبنة القشدية والحليب والبيض والسكر والفانيليا والجلو.

## القيمة الغذائية
تحتوي وجبة كعكة الجبن (160غ تقريباً)، بحسب موقع شهية، على المعلومات الغذائية التالية:
- السعرات الحرارية: 355 سعر
- الدهون: 25 غم
- الدهون المشبعة: 16 غم
- الكوليسترول: 94 غم
- الكاربوهيدرات: 29 غم
- البروتينات: 4 غم

## الخيارات المحلية
يمكن تصنيف كعكة الجبن إلى نوعين أساسيين: مخبوزة وغير مخبوزة. يأتي كل منها بأساليب متنوعة تحددها المنطقة:

### جنوب إفريقيا
يوجد في جنوب أفريقيا العديد من أنواع كعكة الجبن المختلفة. واحدة من الوصفات الشعبية تستخدم الكريمة المخفوقة والجبن القشدي والجيلاتين وبسكويت دايجيستف بالزبدة، من غير خبز. ويُضاف في بعض الأحيان المشروب الكحولي أمرولة (Amarula). هذا النوع مشابه جدا لكعكة الجبن البريطانية. هذه كعكة الجبن هي أكثر شيوعا في المجتمعات المحلية البريطانية في جنوب أفريقيا.

### بولندا
تُعد سيرنيك (sernik) فطيرة الجبن البولندية، واحدة من أشهر الحلويات في بولندا، وهي مصنوعة أساسًا باستخدام جبن الكوارك البولندي (twaróg).

### البرتغال
ترتبط الحلوى البرتغالية كويخادا (Queijada) ارتباطًا وثيقًا بكعكة الجبن، على الرغم من أنها أصغر حجمًا وتُحضر بالريكيجو (Requeijão)، وهو جبن برتغالي نموذجي.

### روسيا
تأتي فطيرة الجبن على الطريقة الروسية فتروشكا (Vatrushka) على شكل حلقة عجين مليئة بالكوارك أو الجبن القريش. توفرانجيه زيبيكانكا (tvorozhnaya zapekanka) هي عبارة عن كعكة جبن مخبوزة لا تحتوي على طبقة البسكويت والتي تمزج بين الكوارك الروسي تفاروج (tvorog) والبيض والسميد، وغالبًا ما تحتوي على الزبيب. وتعتبر وجبة خفيفة تقليدية في مدارس رياض الأطفال الروسية.

### اليابان
تعتمد كعكة الجبن اليابانية على استحلاب نشا الذرة والبيض لتكوين قوام ناعم يشبه الفطيرة ومظهر شبه بلاستيسيني.

### أمريكا الشمالية

#### الولايات المتحدة الأمريكية
لدى الولايات المتحدة العديد من الوصفات المختلفة لعمل كعكة الجبن وهذا يعتمد عادةً على المنطقة التي خُبزت فيها كعكة الجبن، فضلاً عن الخلفية الثقافية للشخص الذي يخبزها. عادة ما تُخبز هذه الكعكات قبل التقديم.
- تستخدم كعكة الجبن على طريقة نيويورك قاعدة من الجبن القشدي، بالإضافة إلى الكريمة الثقيلة أو القشدة الحامضة. كعكة الجبن النموذجية في نيويورك غنية وذات قوام كثيف وسلس ودسم. تجعل القشدة الحامضة كعكة الجبن أكثر مقاومة للتجميد وهي الطريقة التي تُصنع معظم كعكات الجبن المجمدة. ومع ذلك، فإن البديل الفخم يستخدم الكريمة الحامضة غطاء يُضاف عند طهي كعكة الجبن. تخلط الكريمة الحامضة مع مستخلص الفانيليا والسكر وتُوضع في الفرن، مما يجعل كعكة الجبن مخبوزة مرتين.
- فطيرة الجبن على طريقة شيكاغو هي نسخة مخبوزة من الجبنة القشدية تكون صلبة من الخارج مع قوام قشدي ناعم من الداخل. غالبًا ما تُصنع كعكات الجبن في قالب كعك مدهون بالزيت وتكون رقيقة الملمس. غالبًا ما تكون القشرة المستخدمة مع هذا النمط من كعكة الجبن مصنوعة من الخبز الهش المسحوق وخلطه مع السكر والزبدة. تصنع بعض أنواع كعكة الجبن المجمدة على طريقة شيكاغو.[7]

### العالم العربي
من أنواع كعكة الجبن في البلدان العربية كعكة الجبن بالتمر الذي تخلط فيه الجبنة القشدية مع التمر وكعكة الجبن بالكنافة حيث تغطى كعكة الجبن بطبقة من الكنافة المقرمشة.